# Llista d'asteroides/158601-158700
| Nom           | Designació provisional | Data de descobriment   | Lloc de descobriment | Descobridor/s               |
| ------------- | ---------------------- | ---------------------- | -------------------- | --------------------------- |
| 158601 -      | 2002 VR121             | 13 de novembre de 2002 | Socorro              | LINEAR                      |
| 158602 -      | 2002 XB28              | 5 de desembre de 2002  | Socorro              | LINEAR                      |
| 158603 -      | 2002 XS43              | 6 de desembre de 2002  | Socorro              | LINEAR                      |
| 158604 -      | 2002 XD76              | 11 de desembre de 2002 | Socorro              | LINEAR                      |
| 158605 -      | 2002 XZ79              | 11 de desembre de 2002 | Socorro              | LINEAR                      |
| 158606 -      | 2002 XS80              | 11 de desembre de 2002 | Socorro              | LINEAR                      |
| 158607 -      | 2002 YO6               | 28 de desembre de 2002 | Anderson Mesa        | LONEOS                      |
| 158608 -      | 2002 YO13              | 31 de desembre de 2002 | Socorro              | LINEAR                      |
| 158609 -      | 2003 AT27              | 4 de gener de 2003     | Socorro              | LINEAR                      |
| 158610 -      | 2003 AB29              | 4 de gener de 2003     | Socorro              | LINEAR                      |
| 158611 -      | 2003 AY35              | 7 de gener de 2003     | Socorro              | LINEAR                      |
| 158612 -      | 2003 AR48              | 5 de gener de 2003     | Socorro              | LINEAR                      |
| 158613 -      | 2003 AS49              | 5 de gener de 2003     | Socorro              | LINEAR                      |
| 158614 -      | 2003 AT49              | 5 de gener de 2003     | Socorro              | LINEAR                      |
| 158615 -      | 2003 AT53              | 5 de gener de 2003     | Socorro              | LINEAR                      |
| 158616 -      | 2003 AU55              | 5 de gener de 2003     | Socorro              | LINEAR                      |
| 158617 -      | 2003 AY55              | 5 de gener de 2003     | Socorro              | LINEAR                      |
| 158618 -      | 2003 AH74              | 10 de gener de 2003    | Socorro              | LINEAR                      |
| 158619 -      | 2003 AD80              | 12 de gener de 2003    | Kitt Peak            | Spacewatch                  |
| 158620 -      | 2003 AU82              | 7 de gener de 2003     | Bergisch Gladbach    | W. Bickel                   |
| 158621 -      | 2003 BJ                | 20 de gener de 2003    | Wrightwood           | J. W. Young                 |
| 158622 -      | 2003 BN2               | 26 de gener de 2003    | Kitt Peak            | Spacewatch                  |
| 158623 Perali | 2003 BS4               | 24 de gener de 2003    | La Silla             | A. Boattini, H. Scholl      |
| 158624 -      | 2003 BD6               | 23 de gener de 2003    | Kvistaberg           | Uppsala-DLR Asteroid Survey |
| 158625 -      | 2003 BN8               | 26 de gener de 2003    | Anderson Mesa        | LONEOS                      |
| 158626 -      | 2003 BO11              | 26 de gener de 2003    | Anderson Mesa        | LONEOS                      |
| 158627 -      | 2003 BB23              | 25 de gener de 2003    | Palomar              | NEAT                        |
| 158628 -      | 2003 BP26              | 26 de gener de 2003    | Anderson Mesa        | LONEOS                      |
| 158629 -      | 2003 BQ30              | 27 de gener de 2003    | Socorro              | LINEAR                      |
| 158630 -      | 2003 BJ31              | 27 de gener de 2003    | Socorro              | LINEAR                      |
| 158631 -      | 2003 BM34              | 26 de gener de 2003    | Haleakala            | NEAT                        |
| 158632 -      | 2003 BF42              | 27 de gener de 2003    | Palomar              | NEAT                        |
| 158633 -      | 2003 BO43              | 27 de gener de 2003    | Socorro              | LINEAR                      |
| 158634 -      | 2003 BZ45              | 30 de gener de 2003    | Kitt Peak            | Spacewatch                  |
| 158635 -      | 2003 BU71              | 28 de gener de 2003    | Socorro              | LINEAR                      |
| 158636 -      | 2003 BY71              | 28 de gener de 2003    | Socorro              | LINEAR                      |
| 158637 -      | 2003 BH75              | 29 de gener de 2003    | Palomar              | NEAT                        |
| 158638 -      | 2003 BD79              | 31 de gener de 2003    | Anderson Mesa        | LONEOS                      |
| 158639 -      | 2003 BZ82              | 31 de gener de 2003    | Socorro              | LINEAR                      |
| 158640 -      | 2003 BW89              | 28 de gener de 2003    | Socorro              | LINEAR                      |
| 158641 -      | 2003 BR90              | 31 de gener de 2003    | Anderson Mesa        | LONEOS                      |
| 158642 -      | 2003 CM2               | 1 de febrer de 2003    | Haleakala            | NEAT                        |
| 158643 -      | 2003 CG5               | 1 de febrer de 2003    | Socorro              | LINEAR                      |
| 158644 -      | 2003 CO5               | 1 de febrer de 2003    | Socorro              | LINEAR                      |
| 158645 -      | 2003 CE13              | 3 de febrer de 2003    | Anderson Mesa        | LONEOS                      |
| 158646 -      | 2003 CL20              | 9 de febrer de 2003    | Palomar              | NEAT                        |
| 158647 -      | 2003 DL2               | 22 de febrer de 2003   | Desert Eagle         | W. K. Y. Yeung              |
| 158648 -      | 2003 DA8               | 22 de febrer de 2003   | Palomar              | NEAT                        |
| 158649 -      | 2003 DE10              | 22 de febrer de 2003   | Palomar              | NEAT                        |
| 158650 -      | 2003 DF10              | 22 de febrer de 2003   | Palomar              | NEAT                        |
| 158651 -      | 2003 DP12              | 26 de febrer de 2003   | Campo Imperatore     | CINEOS                      |
| 158652 -      | 2003 DW14              | 25 de febrer de 2003   | Campo Imperatore     | CINEOS                      |
| 158653 -      | 2003 DP15              | 26 de febrer de 2003   | Campo Imperatore     | CINEOS                      |
| 158654 -      | 2003 DE24              | 23 de febrer de 2003   | Anderson Mesa        | LONEOS                      |
| 158655 -      | 2003 DF24              | 23 de febrer de 2003   | Anderson Mesa        | LONEOS                      |
| 158656 -      | 2003 DH24              | 28 de febrer de 2003   | Socorro              | LINEAR                      |
| 158657 -      | 2003 EF                | 4 de març de 2003      | Saint-Véran          | Saint-Véran                 |
| 158658 -      | 2003 EV                | 5 de març de 2003      | Socorro              | LINEAR                      |
| 158659 -      | 2003 EJ19              | 6 de març de 2003      | Anderson Mesa        | LONEOS                      |
| 158660 -      | 2003 EE23              | 6 de març de 2003      | Socorro              | LINEAR                      |
| 158661 -      | 2003 EK25              | 6 de març de 2003      | Anderson Mesa        | LONEOS                      |
| 158662 -      | 2003 EP25              | 6 de març de 2003      | Anderson Mesa        | LONEOS                      |
| 158663 -      | 2003 EF27              | 6 de març de 2003      | Anderson Mesa        | LONEOS                      |
| 158664 -      | 2003 EJ28              | 6 de març de 2003      | Socorro              | LINEAR                      |
| 158665 -      | 2003 EV30              | 6 de març de 2003      | Palomar              | NEAT                        |
| 158666 -      | 2003 EL32              | 7 de març de 2003      | Anderson Mesa        | LONEOS                      |
| 158667 -      | 2003 ET32              | 7 de març de 2003      | Anderson Mesa        | LONEOS                      |
| 158668 -      | 2003 EU41              | 6 de març de 2003      | Palomar              | NEAT                        |
| 158669 -      | 2003 EA47              | 8 de març de 2003      | Anderson Mesa        | LONEOS                      |
| 158670 -      | 2003 EL50              | 10 de març de 2003     | Campo Imperatore     | CINEOS                      |
| 158671 -      | 2003 EU59              | 13 de març de 2003     | Socorro              | LINEAR                      |
| 158672 -      | 2003 ED62              | 9 de març de 2003      | Anderson Mesa        | LONEOS                      |
| 158673 -      | 2003 FO5               | 26 de març de 2003     | Campo Imperatore     | CINEOS                      |
| 158674 -      | 2003 FH6               | 27 de març de 2003     | Campo Imperatore     | CINEOS                      |
| 158675 -      | 2003 FZ9               | 22 de març de 2003     | Haleakala            | NEAT                        |
| 158676 -      | 2003 FY16              | 24 de març de 2003     | Kitt Peak            | Spacewatch                  |
| 158677 -      | 2003 FT27              | 24 de març de 2003     | Kitt Peak            | Spacewatch                  |
| 158678 -      | 2003 FV27              | 24 de març de 2003     | Kitt Peak            | Spacewatch                  |
| 158679 -      | 2003 FK29              | 25 de març de 2003     | Palomar              | NEAT                        |
| 158680 -      | 2003 FS34              | 23 de març de 2003     | Kitt Peak            | Spacewatch                  |
| 158681 -      | 2003 FK40              | 24 de març de 2003     | Kitt Peak            | Spacewatch                  |
| 158682 -      | 2003 FK41              | 25 de març de 2003     | Palomar              | NEAT                        |
| 158683 -      | 2003 FA43              | 23 de març de 2003     | Catalina             | CSS                         |
| 158684 -      | 2003 FD47              | 24 de març de 2003     | Kitt Peak            | Spacewatch                  |
| 158685 -      | 2003 FM47              | 24 de març de 2003     | Kitt Peak            | Spacewatch                  |
| 158686 -      | 2003 FX49              | 24 de març de 2003     | Haleakala            | NEAT                        |
| 158687 -      | 2003 FW51              | 25 de març de 2003     | Haleakala            | NEAT                        |
| 158688 -      | 2003 FZ54              | 25 de març de 2003     | Haleakala            | NEAT                        |
| 158689 -      | 2003 FK62              | 26 de març de 2003     | Palomar              | NEAT                        |
| 158690 -      | 2003 FU63              | 26 de març de 2003     | Palomar              | NEAT                        |
| 158691 -      | 2003 FV64              | 26 de març de 2003     | Palomar              | NEAT                        |
| 158692 -      | 2003 FS65              | 26 de març de 2003     | Kitt Peak            | Spacewatch                  |
| 158693 -      | 2003 FM69              | 26 de març de 2003     | Palomar              | NEAT                        |
| 158694 -      | 2003 FW77              | 27 de març de 2003     | Palomar              | NEAT                        |
| 158695 -      | 2003 FK80              | 27 de març de 2003     | Socorro              | LINEAR                      |
| 158696 -      | 2003 FV82              | 27 de març de 2003     | Palomar              | NEAT                        |
| 158697 -      | 2003 FG83              | 27 de març de 2003     | Palomar              | NEAT                        |
| 158698 -      | 2003 FL92              | 29 de març de 2003     | Anderson Mesa        | LONEOS                      |
| 158699 -      | 2003 FA101             | 31 de març de 2003     | Anderson Mesa        | LONEOS                      |
| 158700 -      | 2003 FR108             | 31 de març de 2003     | Anderson Mesa        | LONEOS                      |